# جين رولاند مارتن
جين رولاند مارتن (بالإنجليزية: Jane Roland Martin)‏ هي فيلسوفة أمريكية، ولدت في 20 يوليو 1929 في نيويورك في الولايات المتحدة.